# メガバンク

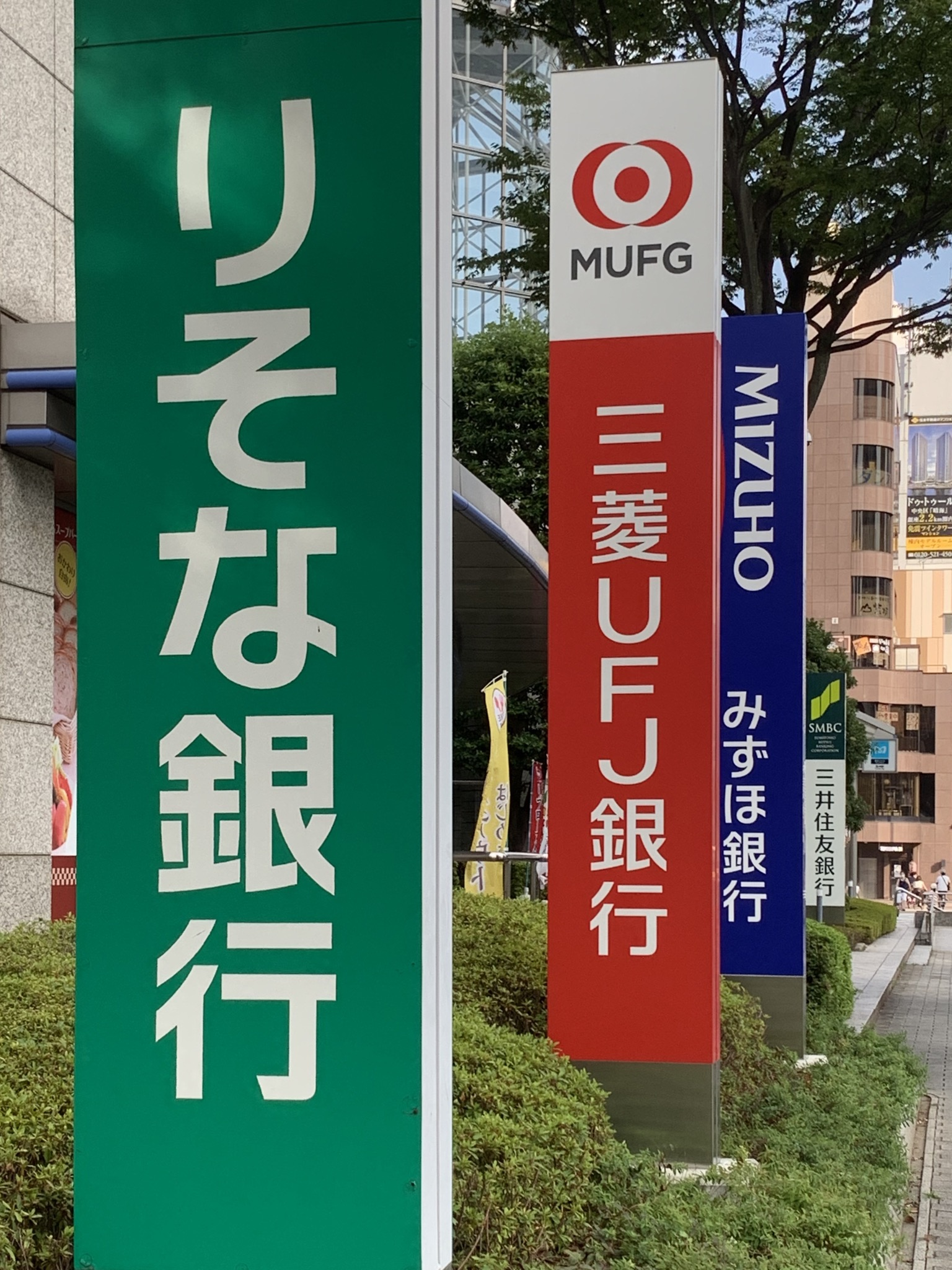
日本の四大銀行の看板

メガバンク（英語: megabank, mega bank）は、巨大な収益規模や資産を有する銀行・銀行グループ、あるいは1兆ドル以上の総資産を持つ銀行グループのことである。統合・合併で誕生した巨大銀行（きょだいぎんこう）を指す場合もある。

## 日本のメガバンク
明確な定義づけがされていない一方で、日本のメガバンクは、三菱銀行を元にする三菱UFJ銀行、住友銀行を元にする三井住友銀行、富士銀行を元にするみずほ銀行の3行であり、これらは都市銀行の合従連衡によって生まれた。
バブル景気が崩壊した1990年代以降、日本では銀行（邦銀）はバブル期にも慎重さを貫いた三菱銀行を除くいずれも過剰融資による不良債権で急速に体力を失っていった。また同時に、総会屋に対する利益供与事件（小池隆一事件）が明らかになったり、その不透明な融資体制、護送船団方式により喪失した国際競争力などもあり、こうした問題の解決に迫られた。
これらの諸問題の包括的な是正のため1996年、第2次橋本内閣はその政策の柱に「金融制度改革」いわゆる金融ビッグバンを提唱。1998年には私的独占の禁止及び公正取引の確保に関する法律（独占禁止法）が改正され持株会社の設立が可能になり、統合のための制度的環境が整備された。
一方で1997年には北海道拓殖銀行と山一證券が、翌1998年には日本長期信用銀行と日本債券信用銀行が破綻し、社会からの金融に対する信頼は大きく低下。「銀行が潰れる」という事態が現実のものとなり、その他の大手銀行にも経営不安がささやかれるようになる。
こうした危機感の中、銀行の統合による規模の経済性、多角化による経済性、コスト削減効果等により見込まれる経営改善効果を期待した邦銀は、1999年以降雪崩を打って再編へ走り出す。こうして1970年代から1980年代に「都銀13行」「大手20行」と呼ばれた各行は、段階的な合併劇を繰り返した末、2006年には三大メガバンク（三菱UFJフィナンシャル・グループ、三井住友フィナンシャルグループ、みずほフィナンシャルグループ）、四大銀行（三菱UFJ銀行、三井住友銀行、みずほ銀行、りそな銀行）体制に落ち着いた。盤石と思われていた一流銀行の統合劇は、日本国民にも大きな衝撃を与えた。
企業の株式持ち合いなど日本独自の慣行を取っており、メガバンクは2015年6月時点で株を合計6兆5000億円（取得原価ベース）も保有していたが、アベノミクスの成長戦略の中の企業統治強化に伴い、金融庁から持ち合い株売却の規制を受けている。

### 三菱UFJフィナンシャル・グループ

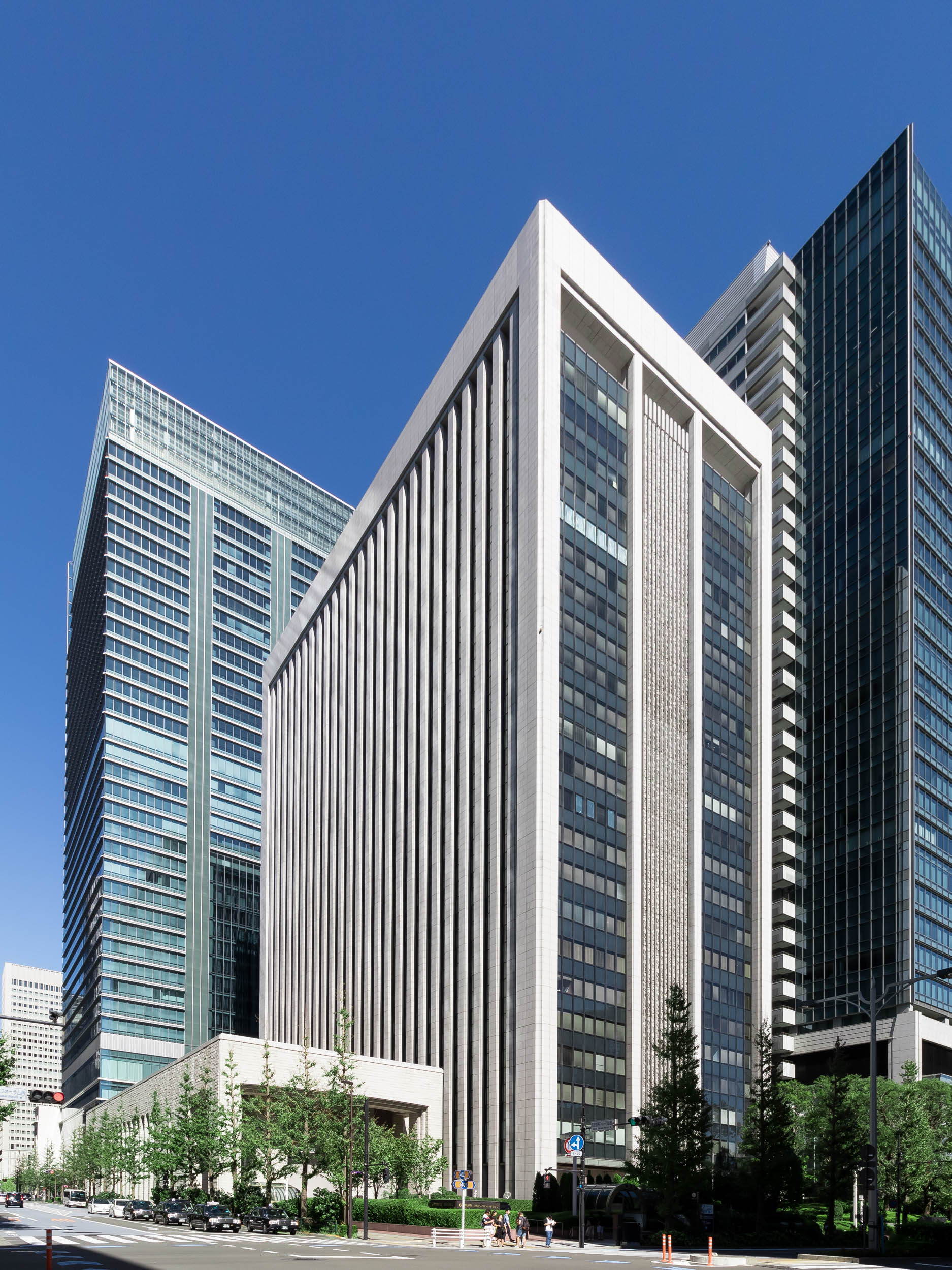
三菱UFJフィナンシャル・グループ本社

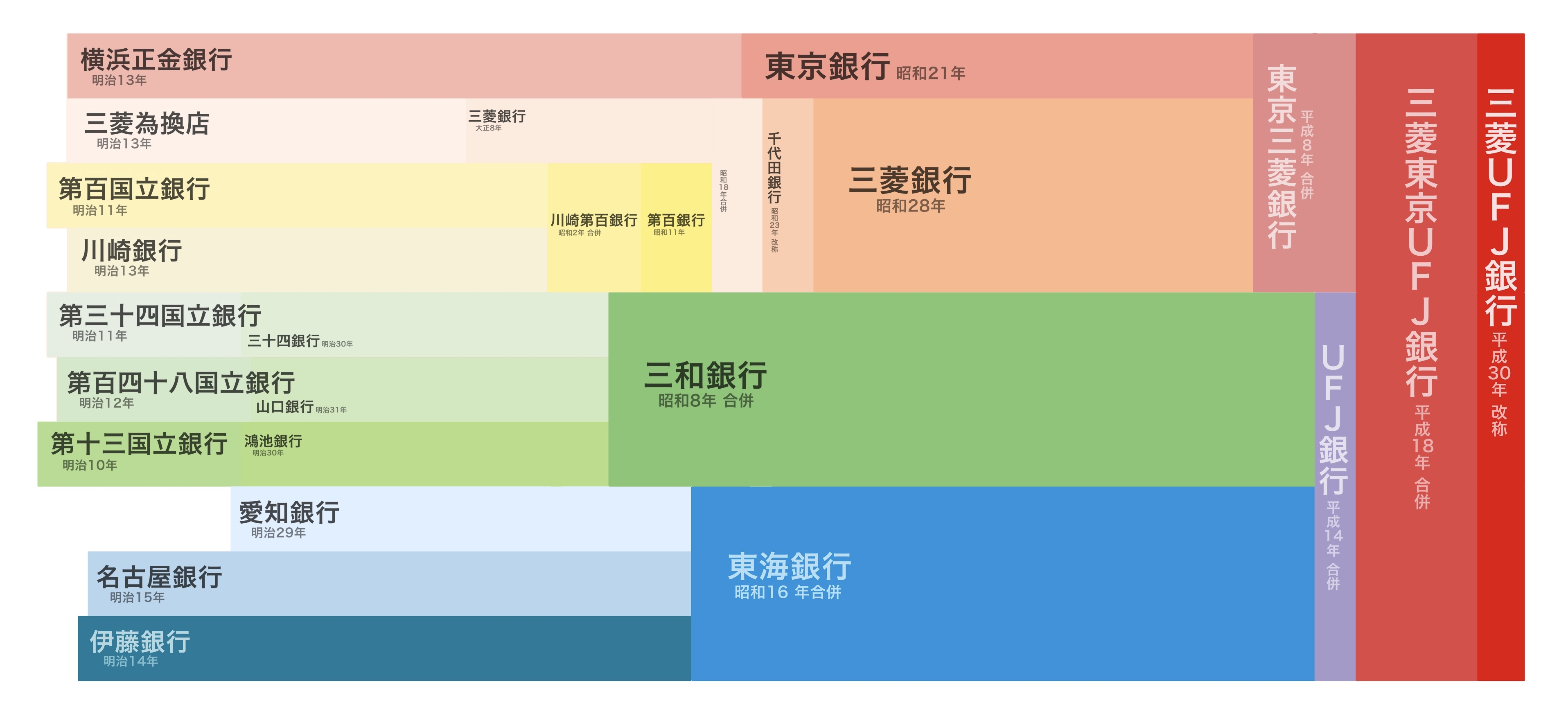
三菱UFJ銀行にいたるまでの主要な合併

前身の1つ、三菱東京フィナンシャル・グループは、1996年に三菱銀行と東京銀行の合併によって生まれた東京三菱銀行を中核としたグループである。三菱銀行時代から「官僚的な行風」とされ効率性には乏しい反面、堅実な財務体質で知られ、「安定性」が何より重視された金融不安の時期には最優良都銀と目された。他行の金融持株会社による多角化に触発され、2001年、系列の三菱信託銀行、日本信託銀行とともに「三菱東京」を設立した。
一方もう1つの前身、UFJホールディングスは、UFJ銀行を中核としたグループである。もとは東海銀行とあさひ銀行の合併が構想されていたのだが、ここに上位都銀では再編出遅れ組だった三和銀行が参加。当初東海・あさひが地域密着型でリテール中心の事業モデルを志向していたのに対し、三和はコーポレートファイナンスや海外業務も総合的に手がける「マネーセンターバンク」を目指す。こうした意見の相違や、埼玉銀行を前身とするあさひが、大阪地盤の三和に主導権を取られることを嫌ったこともあり、最終的にあさひは計画から離脱。三和系列の東洋信託銀行を交え、2001年「UFJ」を旗揚げした。
しかしながら、積極的な体質の三和がバブル期に築いた不良債権は大きく（とくにダイエーに対する融資に関してはUFJ成立後1兆円超となってしまう）、更には合併相手である東海銀行陣営を冷遇した事による紛争が勃発、他のメガバンクが経営改善を進める中、紛争が響き後れを取ってしまい、積極的な資本増強策を行っていなかったためか取り残された状態となる（不良債権解消は行ってはいたが金融庁から業務改善命令を出されるなど選択肢が制限されていた上、現金資産が上昇した訳でもなかった）。更には2003年には金融庁検査における不良債権隠しが発覚し、兼ねてから旧大蔵省に対して強みを持っていた当時の副頭取であった岡崎により議事録改竄などの挑発行動に出た結果、東海陣営からの内部告発による全容発覚を含め金融庁の逆鱗に触れてしまった（UFJ銀行#金融庁との対立と特別検査も参照）。結果UFJに対する風当たりは厳しくなり、不良債権の引き当てなどで4,000億円の赤字を抱え込む事になってしまったため、傘下のUFJ信託銀行を住友信託銀行に売却すると発表。それでもなお解決は見込めず、三菱東京に救済合併される形となった。UFJの救済役には後から三井住友フィナンシャルグループも名乗りを上げたが、競り負けた。
この結果、総資産で当時世界最大の三菱UFJ銀行が誕生した。旧東京三菱・UFJがそれぞれ首都圏・東海圏・近畿圏を地盤とした三大都市圏をカバーする一方、三和が得意としていた海外業務にも力を持ち、全体的なバランスは優れる。反面、行風も地盤もまったく異なる銀行同士の寄り合い所帯とも言え、これらがどのように融和されるかが課題である。また、傘下の三菱UFJ証券の投資銀行部門の強化も課題である。三菱UFJ銀行、三菱UFJ信託銀行、三菱UFJ証券ホールディングス、三菱HCキャピタル、三菱UFJニコスなど主要5社が中核となり、世界屈指の総合金融グループを目指している。

### 三井住友フィナンシャルグループ

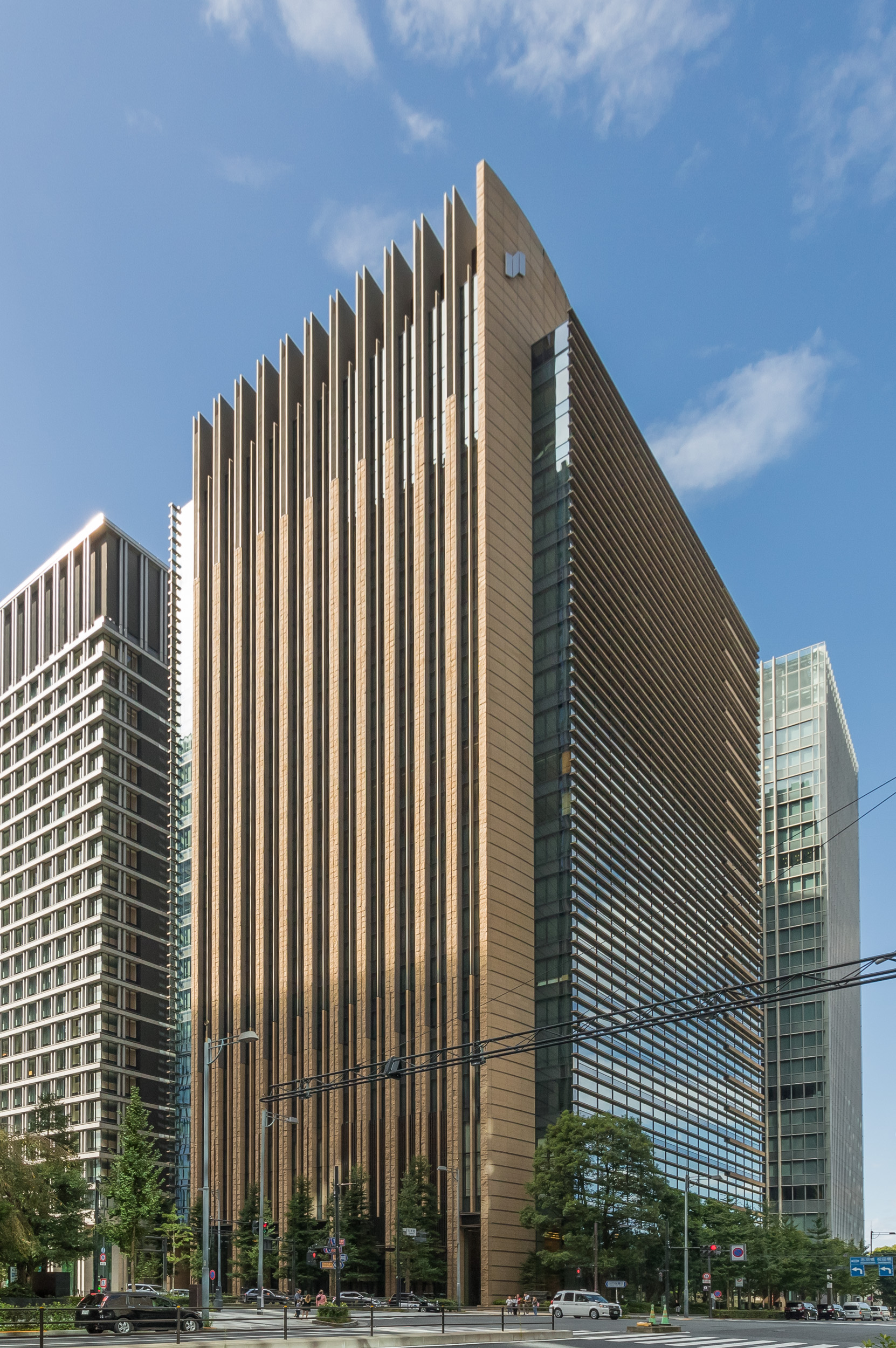
三井住友フィナンシャルグループ本社

2002年発足。2001年の住友グループの住友銀行と三井グループのさくら銀行の合併による三井住友銀行を中核としたグループ（「三井住友」も参照）。
さくら銀行は1990年、三井銀行と太陽神戸銀行（太陽銀行と神戸銀行が1973年に合併）が合併し「太陽神戸三井銀行」として誕生、1992年に改名したもの。三井銀行は三井グループの中核だったが、戦後まもない帝国銀行の再分割で他の財閥系銀行に比べて規模が小さく、三井グループの金庫番としての機能を十分果たせなかった。そこで業容拡大のため、中位行ながら多くの店舗を持っていた太陽神戸銀行と合併した。当初は合併効果が期待されたが、合併直後のバブル崩壊に加え、太陽神戸銀行時代から続く旧行出身者間の対立に三井銀行が加わったことによって非効率な経営がとられ、実力はほとんど発揮されなかった。
1997年の金融危機では、経営危機がささやかれ、巨額の公的資金注入を受けたほか、トヨタ自動車や三井グループ各社などへ増資を要請する事態にまで陥った。製造業が一社単独で銀行支援に動くというのは異例の事態であった。こうしてさくら銀行は当面の危機を脱したが、これを機に旧三井が経営の主導権を握るようになった。
一方、住友銀行は長らく大阪を拠点とする住友グループの中核で、先進的・効率的経営の一方、取引先企業の経営が傾き始めると容赦なく融資を引き上げるので「逃げの住友」と批判され、経済誌の顧客イメージランキングでは、常に他行の後塵を拝していた（この体質が災いした出来事として、1950年にトヨタ自動車への融資参加行で唯一融資を打ち切って貸し剥がしを行った出来事がある。これが原因でさくら銀行との合併まで長らくトヨタはじめ名古屋財界から不興を買う事になった。住友銀行#終戦と財閥解体・大阪銀行を参照）。その利益第一主義の体質ゆえバブル期の積極融資によってバブル崩壊で膨大な不良債権を生み出すことになり、さらに暴力団・総会屋絡みの不正融資である"イトマン事件"、光進事件の1つ"蛇の目ミシン恐喝事件"等の不祥事が続発し、もはや住銀単独では処理が不可能であった。そこで、さくら銀行との合併を決断する。
2002年、持株会社「SMFG」を設立。この背景は財務状況の改善がある。続いて2003年、第二地方銀行のわかしお銀行を存続会社として合併し、三井住友銀行に改称。これは有価証券の含み損を解消するためであった。
3大メガバンクの中ではもっとも営業経費が少ないため、利益率・収益力の高い銀行である。カードローン、インターネットバンキング、各種リスク性商品販売などリテール・コンサルティング戦略に強みがある。米シティグループ傘下の日興コーディアル証券を傘下に収めるなど、アライアンスの強化で法人・個人両面で営業力の強化を目指している。かつては傘下に信託銀行を持たなかった点などグループの総合力で遅れを取っており、米国金融持株会社（FHC）の資格取得、ニューヨーク証券取引所（NYSE）への上場を含め総合力の強化が課題であったが、ニューヨーク証券取引所へは2011年11月1日付けで上場。これに伴いFHCに関しても規制厳格化後に取得出来る事から、規制上のフリーハンドマージンが期待出来る。今後の課題としては、従来サポートが弱いとされていたリテール業務への強化に関し、日興コーディアル証券を買収し発足したSMBC日興証券がサポート出来るかが課題となる。
メガバンクの中では、唯一全国銀行協会の持株会社会員に加盟していない。

### みずほフィナンシャルグループ

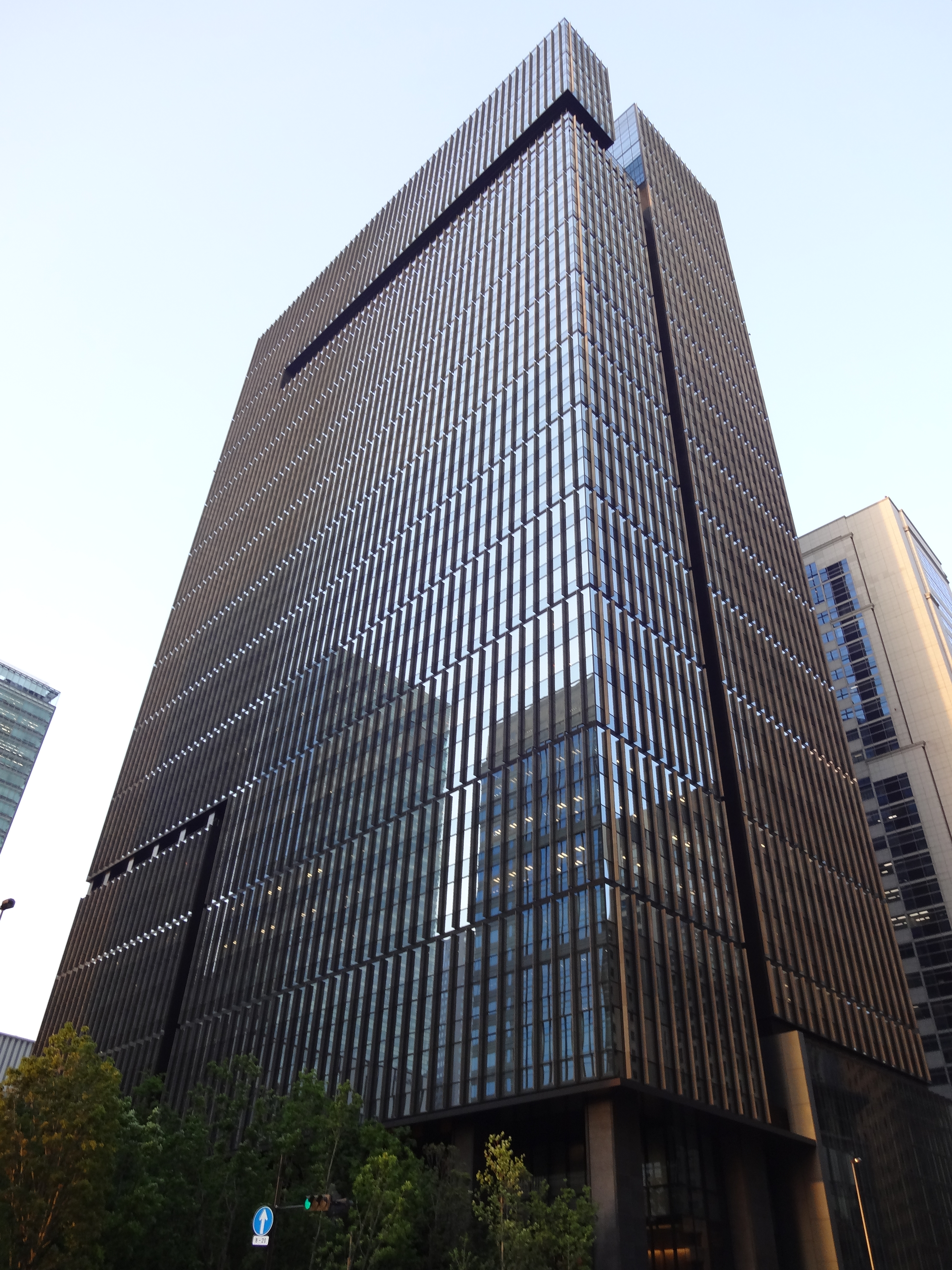
みずほフィナンシャルグループ本社

みずほ銀行を中核とするグループ。第一勧業銀行、富士銀行、日本興業銀行を前身とする。
第一勧業銀行は1971年、第一銀行と日本勧業銀行の合併で誕生した。第一勧銀グループの中核企業である。当時日本最大の総資産を誇った富士銀行を抜き、規模では都銀首位となったが、旧第一派と旧勧銀派の融和は進まなかった。「対等合併」を気にする余り、非効率的な人事や経営方針が取られ、その体力は規模ほどには強くなかった。1997年には野村證券とともに、総会屋への利益供与事件で本店が家宅捜索を受け、社会的イメージは決定的に悪化してしまった。
富士銀行は安田財閥の中心であった安田銀行が、戦後の解体で改名したもの。芙蓉グループの中核企業であり、長らく都銀の名門であったが、1970年代から地盤沈下が始まる。営業を積極的に押し進める住友銀行に対抗し、「FS戦争」（「富士住友戦争」ともいう）と呼ばれる熾烈な貸出競争に走ったが、最終的にはほぼ敗北。その上、これがバブル期に重なり、多額の不良債権ばかりが残る結果となった。
加えて同時期、親密だった山一證券が破綻、系列の安田信託銀行も経営が不安定となる。安田信託を子会社化し再建を図るが、富士独力では限界があり、第一勧銀傘下の第一勧業信託銀行と富士傘下の富士信託銀行が合併。これに安田信託銀行の業務の一部を譲渡した。ここで第一勧銀と富士に関係が生まれ、みずほフィナンシャルグループ誕生の契機となる。
1999年、この2行に日本興業銀行が加わり、みずほフィナンシャルグループの設立が発表された。興銀は長期信用銀行の雄として名を馳せ、バブル期には日本企業の時価総額で第1位（すなわち全世界で時価総額第1位）の座にあった。しかし、その重厚長大産業を主要顧客とした長期融資の時代はもはや終わりを告げ、野村證券との提携で投資銀行への転換を図るが、同じく長信銀の日本長期信用銀行（長銀）、日本債券信用銀行（日債銀）は既に破綻。予断を許さない状況の中、政府金融当局の意向も働いたとされ、第一勧銀・富士に身を委ねる形となった。
参加行に注入された公的資金は3兆円近くに達し、2002年のみずほ銀行発足直後にATM障害が発生、総会屋事件を引きずる顧客情報流出など、当初のイメージは芳しくなかった。りそな・UFJとともに国有化が噂され、取引企業を引受先とする1兆円の巨額増資を行い、2002年から2003年にかけ冬の時代であった。しかし結果的に増資は功を奏し、株価は底値から18倍近く上昇し、2006年には公的資金を完済、財務は三菱UFJ以上の優良体質となった。しかし、2008年以降の世界的な金融危機の中で投資銀行部門の損失が拡大、メガバンクの中で中核的自己資本比率の引き上げを求める新BIS規制への対応が最も遅れているなど、経営基盤が盤石とは言い難い。また、商業銀行部門だけでなく証券業務（新みずほ証券+みずほインベスターズ証券）でも融合が進まず効率性の点にも課題があり、2013年初頭に証券部門を統一（みずほ証券+みずほインベスターズ証券の合併）により一層の強化を図っている。
東証1部上場企業の7割と取引を持っており、旧興銀のノウハウを活かしたコーポレートファイナンスに強みを持つ。一方、リテールの収益性が依然として低いのが課題である。また2011年には東日本大震災の募金が原因で再びシステム障害を発生させ、信頼が再度低下。信頼回復も課題となり、2013年7月にみずほコーポレート銀行と合併、中核はみずほ銀行に一本化された。
2019年に新システム「MINORI」への移行が完了したとされるが、みずほ銀行はこれまでに、特に2021年以降、ATMの停止など、立て続けにシステムのトラブルを引き起こしている。これは合併の際に合併前の3行の全く別々のシステムのうち、いずれか1つのシステムのみを採用すべきところを、3つのシステムを無理やり統合するという不適切な方法を取ったことがそもそもの原因との指摘があり、古いコンピュータシステムの開発者の退職や死去、システム構造のブラックボックス化もあって、ITの同業者からも、システムの根本的な修正はもはや不可能との指摘がある。

### メガバンクとして扱われないもの

#### りそなホールディングス

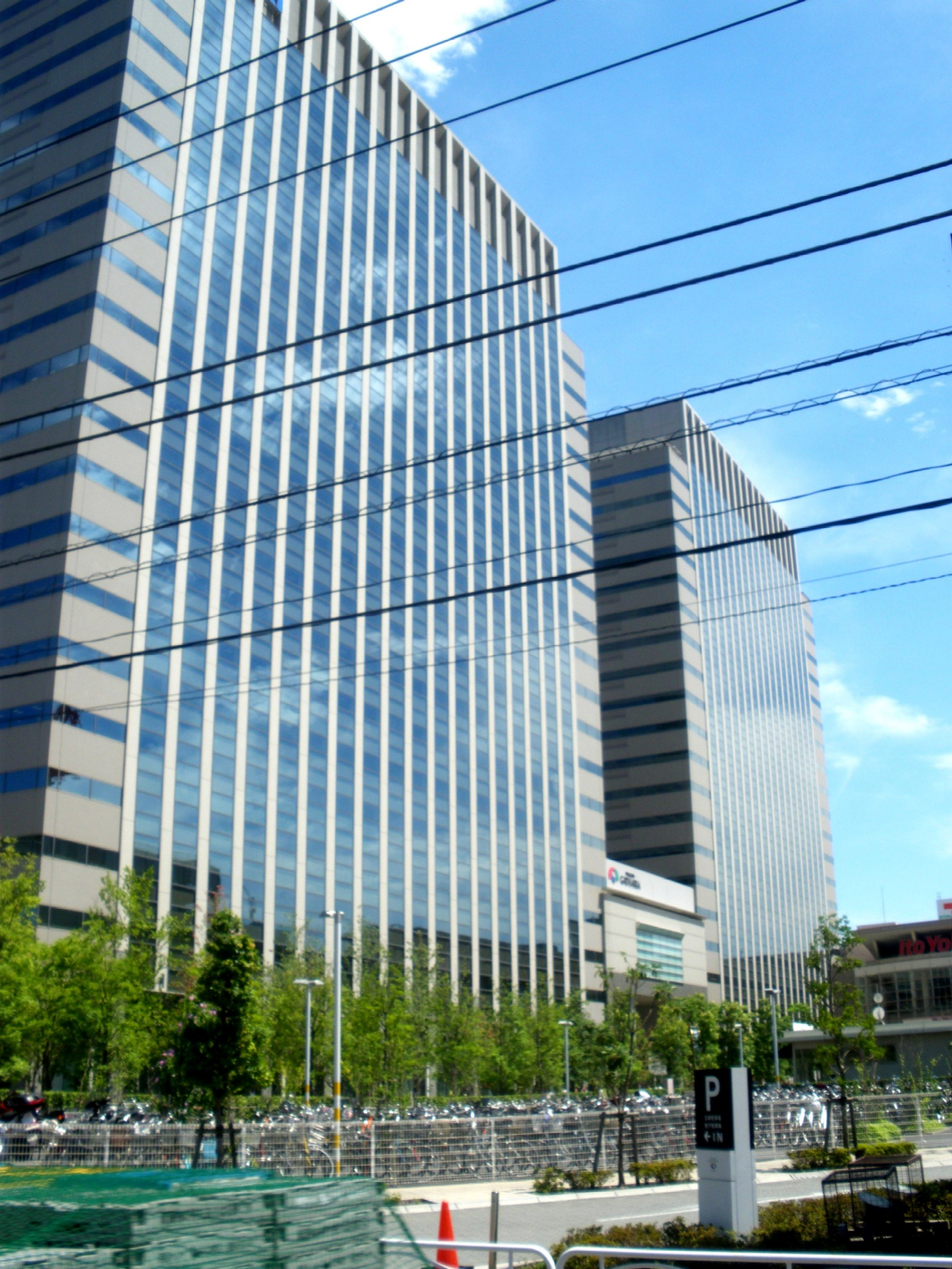
りそなホールディングス本社

三大メガバンクのほか、2002年に発足したりそな銀行と埼玉りそな銀行を中核とするりそなホールディングスがある。
他行と合併無く自主独往を貫いてきた信託併営行である大和銀行とあさひ銀行（協和銀行と埼玉銀行が1991年に合併）が前身である。
UFJ銀行がメガバンク総資産第4位として東京三菱、りそなの中間に位置した頃は、りそなも含め「5大メガバンク」と称されることもあったが、UFJが東京三菱と統合し、りそなと第3位の三井住友との間の開きが大きくなってからは、メガバンクとしては扱われることは少なくなった。大メガバンクが2006年度に公的資金を完済、あるいは完済を計画するなか、りそなは2兆円近い公的資金の返済で遅れを取り、2015年6月に完済した。
窓口営業を17時まで取り扱うサービスの提供、信託併営行ならではの企業年金の受託や不動産関連のビジネス、信託スキームを使った相続コンサルティングなど他行にはない独自のサービスもあり着目されている。
自らを「メガバンクグループに次ぐ日本で第4位の金融グループ」と紹介しており、自身をメガバンクとは位置づけていない。

#### 三井住友トラストグループ
三井住友信託銀行を擁する三井住友トラストグループは、他の主要銀行と比すると規模が小さく、都市銀行との再編にも加わらなかったため、メガバンクとして扱われない。
金融ビッグバンによる再編で、他の大手信託銀行（現在の三菱UFJ信託銀行・みずほ信託銀行）が相次いでメガバンクグループの持株会社傘下に収まる中、あくまで信託銀行専業での生き残りを希求した中央三井トラスト・ホールディングスと住友信託銀行が経営統合する形で2011年に設立された。その後、2012年には傘下の信託銀行3行が合併して三井住友信託銀行が誕生し、信託銀行業界で首位となる規模となる、国内唯一の独立系「メガ信託銀行」となった。
このため、報道機関が大手銀行の決算を伝える際は都市銀行系4グループ（三菱UFJ・三井住友・みずほ・りそな）に加えて、三井住友トラストグループの「5大銀行グループ」として報じられることが多い。
なお、三井住友トラストグループは三井グループ及び住友グループに属してはいるが、三井住友フィナンシャルグループとの資本関係はない。三井住友フィナンシャルグループは2013年にソシエテ・ジェネラル系列のソシエテ・ジェネラル信託銀行を買収してSMBC信託銀行に改称することで信託銀行業界に参入した。

#### SBI新生銀行
日本長期信用銀行が破綻後に再建したSBI新生銀行は、規模が小さくメガバンクとして扱われない。
なお、SBI新生銀行の親会社であるSBIホールディングス社長の北尾吉孝は2019年9月に国内外の様々なフィンテックや共同システムなどを活用して地域の金融機関と共同で「第4のメガバンク構想」を実現していくことを発表。メガバンクや有力地銀などと共同で持株会社を設立し、10行程度の地方銀行がその傘下に加わることで調整している。SBIは既に島根銀行や筑邦銀行（福岡県）などとの資本提携を発表している。
各地の地方銀行に出資しているとはいえ、その出資は業務提携の範囲に留まり、中核となる銀行は存在しない状態が続いていたが、2021年、かねてから筆頭株主であった新生銀行に対して敵対的TOBを仕掛け、最終的に新生銀行の経営陣とも調整のうえ、2021年12月17日、新生銀行を連結子会社化とし、2023年1月4日、SBI新生銀行に商号変更した。ただし、SBIホールディングスが出資している銀行の総資産額をすべて足したとしても24兆円程度で、メガバンクではないりそな銀行にも及んでいない規模である。

#### あおぞら銀行
日本債券信用銀行が破綻後再建したあおぞら銀行は、規模が小さくメガバンクとして扱われない。

#### ゆうちょ銀行
2007年の郵政民営化の実現によって、総資産額日本最大の銀行として発足したゆうちょ銀行は、国営現業の郵便貯金（金融機関ではあったが銀行とみなされなかった）を出自とする特殊性から都市銀行とみなされていないため、メガバンクとみなされていない（これもあって全国銀行協会に加盟していなかったが、2011年10月27日に「特例会員」として加盟した）。

### 未出店地域
いずれも2024年8月現在。ローン相談のみの店舗に限り出店している場合も出店地域とみなす。みずほ銀行は全都道府県に出店している（「みずほ銀行#地域的基盤」も参照のこと）。
| 地域     | 三菱UFJ  | 三井住友 | りそなG  |
| -------- | -------- | -------- | -------- |
| 青森県   | 未出店   | ●未出店  | ●未出店  |
| 岩手県   | ×未出店  | 未出店   | 未出店   |
| 秋田県   | ●未出店  | 未出店   | 未出店   |
| 山形県   | 未出店   | 未出店   | 未出店   |
| 福島県   | ×未出店  | 未出店   | 出店     |
| 栃木県   | ×△未出店 | 出店     | 出店     |
| 群馬県   | ×△未出店 | 出店     | 出店     |
| 山梨県   | 未出店   | 出店     | 出店     |
| 富山県   | 未出店   | 出店     | ●未出店  |
| 石川県   | 出店     | 出店     | ●未出店  |
| 福井県   | ●未出店  | 出店     | ●未出店  |
| 長野県   | 未出店   | 出店     | 出店     |
| 岐阜県   | 出店     | 出店     | ●未出店  |
| 三重県   | 出店     | ●未出店  | 出店     |
| 鳥取県   | ●未出店  | ●未出店  | 未出店   |
| 島根県   | ●未出店  | ●未出店  | ●未出店  |
| 岡山県   | 出店     | 出店     | ●未出店  |
| 山口県   | 出店     | 出店     | ●未出店  |
| 徳島県   | 出店     | 未出店   | ●未出店  |
| 香川県   | 出店     | 出店     | ●未出店  |
| 愛媛県   | 未出店   | 出店     | ●未出店  |
| 高知県   | ●未出店  | 未出店   | ×△未出店 |
| 佐賀県   | 未出店   | 出店     | ●未出店  |
| 長崎県   | 出店     | ●未出店  | ×未出店  |
| 大分県   | 未出店   | 出店     | ●未出店  |
| 宮崎県   | 未出店   | 未出店   | ●未出店  |
| 鹿児島県 | 未出店   | 出店     | ●未出店  |
| 沖縄県   | 未出店   | 未出店   | 未出店   |

※斜字体は三菱UFJ銀行・三井住友銀行・りそなグループ（りそな銀行・埼玉りそな銀行）ともに未出店の地域。
※●は前身行時代に店舗を有していた地域。
※×は発足以降に撤退した地域。
※△は現金自動預け払い機(ATM)無人出張所のみ存在する地域。

## 世界のメガバンク
世界でも金融機関の統合再編は進み、各国を代表する大手銀行が少数に絞られつつある。ただ、「メガバンク」という呼称はほとんど使われない。古いものは近代から、国際金融市場を通して国債引受等の金融仲介を担ってきた。
- 日本三大銀行：三菱UFJ銀行、三井住友銀行、みずほ銀行
- シンガポール三大銀行：DBS、OCBC、UOB（2015年実績)[17]）
- 中国四大商業銀行：中国工商銀行、中国建設銀行、中国農業銀行、中国銀行
- イギリス四大商業銀行：バークレイズ、HSBC、ロイヤルバンク・オブ・スコットランド、ロイズ・バンキング・グループ
- ドイツ三大銀行：ドイツ銀行、コメルツ銀行、ドレスナー銀行（コメルツ銀行により買収）
- フランス三大銀行：クレディ・アグリコル、BNPパリバ、ソシエテ・ジェネラル
- イタリア四大銀行：ウニクレディトグループ、インテーザ・サンパオロ銀行、バンコBPM、モンテ・デイ・パスキ・ディ・シエナ銀行
- スイス二大銀行：UBS、クレディ・スイス
- アメリカ三大銀行：シティグループ、JPモルガン・チェース、バンク・オブ・アメリカ
- カナダ五大銀行：カナダ・ロイヤル銀行、モントリオール銀行、トロント・ドミニオン銀行、ノバスコシア銀行、CIBC